# Albany River Rats
Albany River Rats – amerykański klub hokejowy z siedzibą w Albany działający w latach 1998-2010, występujący w rozgrywkach American Hockey League.
Jego bezpośrednim kontynuatorem jest nowo powstały klub Charlotte Checkers, zaś w 2010 w mieście Albany powstał klub Albany Devils.
Podlegał zespołom NHL: New Jersey Devils (1993–2006), Carolina Hurricanes (2006–2010) oraz Colorado Avalanche (2006–2007).

## Osiągnięcia
- Mistrzostwo dywizji: 1995, 1996, 1997, 1998
- Mistrzostwo w sezonie zasadniczym: 1995, 1996
- F.G. „Teddy” Oke Trophy: 1995
- Puchar Caldera: 1995